# The Palace Guards
The Palace Guards waren een Amerikaanse garagerockband uit Metairie, Louisiana, een buitenwijk van New Orleans, die halverwege tot eind jaren 1960 actief was. Hun aanpak werd sterk beïnvloed door de Britse invasie, populair gemaakt door bands als The Beatles en The Rolling Stones, maar werd ook beïnvloed door de folkrock- en soulgeluiden die tijdens deze periode uit Amerika kwamen. Drummer Frank Bua zou later, jaren later, gaan spelen met de populaire rootsrock- en funkband The Radiators.

## Bezetting
- Les Gray[2] (zang)
- Glenn Acomb[3] (gitaar)
- Jeff Miller[4] (gitaar)
- Richie Faber[5] (basgitaar)
- Frank Bua[6] (drums)
- Ray Morant (piano, orgel, gitaar)
- Doug Davis (12-snarige gitaar)
- Bobby Fonseca[7] (basgitaar)

## Geschiedenis
De Palace Guards werden opgericht in 1966 in Metairie, Louisiana, een buitenwijk van New Orleans. Hun oorspronkelijke bezetting bestond uit Les Gray op zang, Glenn Acomb en Jeff Miller op gitaar, Richie Faber op bas en Frank Bua op drums. Ze werden een van de bekendere van tientallen lokale garagebands, samen met de Gaunga Dyns, de optische illusie van Dr. Spec, de Better Half-Dozen, de Glory Rhodes en anderen. Het waren regelmatige stamgasten in clubs zoals de Beaconette, die regelmatig treffen met de bands organiseerden. Gitarist Camile Baudoin speelde met de Souls of the Slain, die daar ook stamgasten waren en hij en drummer Frank Bua zouden jaren later bij The Radiators gaan spelen.
Hun eerste single Better Things to Do/Sorry werd in 1966 uitgebracht bij het lokale U-DOE Records-label van Frank Udoe en beide kanten kregen airplay op lokale radiostations. De band zou nog vier singles opnemen met het label. In 1967 besloot de band Ray Morant op piano en orgel en Doug Davis op 12-snarige gitaar bij de band te halen, waardoor hun geluid werd versterkt met een soul-beïnvloedde aanpak, maar met behoud van een door The Byrds beïnvloed folkrockgeluid. Dat jaar brachten ze No Comin' Back/Barbara uit op het White Cliffs label (ook eigendom van Udoe), gevolgd door Gas Station Boogaloo Downtown/Looking Everywhere in 1968. Faber en Acomb vertrokken in 1968. De definitieve selectie van de band zou Bua, Morant en Miller behelzen, maar de nieuwe bassist Bobby Fonseca toevoegen. De band bleef meer dan een jaar optreden en bracht nog de single Gas Station Boogaloo Downtown/Looking Everywhere uit bij Udoe's Rae-label, maar ontbond uiteindelijk in 1970.
Eind jaren 1970 voegden drummer Frank Bua en gitarist Camile Baudoin (voorheen van de Souls of the Slain) zich bij The Radiators en zouden vele jaren succes hebben met de populaire rootsrock- en funkact. Gear Fab Records bracht de volledige opgenomen output van de band uit, inclusief beide kanten van alle vijf singles en extra niet-uitgebrachte en alternatieve nummers, zoals de singledisc The Palace Guards in 2007.

## Discografie
- 1966: Sorry/Better Things to Do (U-Doe)
- 1967: No Comin' Back/Barbara (White Cliffs)
- 1968: Gas Station Boogaloo Downtown/Looking Everywhere (White Cliffs)
- 1969: Gas Station Boogaloo Downtown/Looking Everywhere (Rae)